# Scandinavian Alternative Music Awards
Scandinavian Alternative Music Awards (SAMA), ursprungligen Swedish Electronic Music Awards (SEMA), var en synthmusikfestival som startades 1998. Den tionde och sista festivalen ägde rum den 6 april 2007 på Trädgår'n i Göteborg.